# Sally Beamish
Sally Beamish (Londen, 26 augustus 1956) is een Brits componiste.

## Biografie
Ze werd geboren binnen het gezin van Tweede Wereldoorlogluitenant Tony Beamish (William Anthony Alten Beamish), die in de kunsten afstudeerde aan de Universiteit van Cambridge en Ursula Snow. Reeds in haar jonge jaren gaf Beammish pianoconcerten en hield zij zich bezig met componeren. Aan het Royal Northern College of Music studeerde zij altviool en kreeg ze lessen compositie van Anthony Gilbert en Lennox Berkeley. Ze volgde een masterclass bij de altviolist Bruno Giuranna in Italië.
Als altvioliste van het Raphael Ensemble heeft Beamish meegewerkt aan de opnames van een aantal strijksextetten. In 1993 won ze de eerste prijs  van de Paul Hamlyn foundation voor een van haar composities. De jaren daarna was ze medeorganisator van muziekzomercursussen die werden gegeven op het Schotse eiland Hoy. Beammish organiseerde deze cursussen samen met Peter Maxwell Davies. Vanaf eind jaren 90 kreeg ze meer bekendheid door haar composities. Ze werd al snel de huiscomponist van het Schots Kamerorkest en het Zweeds Kamerorkest. Voor beide orkesten heeft ze muziek gecomponeerd.
Naast componeren presenteert Beamish muziekprogramma's bij onder andere de BBC
Beamish kreeg drie kinderen.

## Oeuvre (selectie)
- Lullaby for Owain (1985)
- No, I'm not afraid (1988)
- The Lost Pibroch (1991) gecomponeerd voor het SKO
- Symfonie nr. 1
- Kyle song, huwelijkscadeautje voor een Schots echtpaar, geïnspireerd door zeiltochten op Kyle of Lochalsh
- Gala water (1994)
- Vioolconcert (1994), opdracht van BBC
- Altvioolconcert (1995) (eendelig)
- Winter Journey (1996) en Mary's Precious Boy (1999) (musicals)
- Monster (1996), opera gebaseerd op het leven van Mary Shelley, opdracht van Brighton Festival en Scottish Opera, libretto van Janice Galloway
- Black, White and Blue (1997) voor klavecimbel en strijkkwartet
- Celloconcert River (1997)
- The Caledonian Road (1997), in opdracht van het Glasgow Chamber Orchestra
- The Day Dawn (1997), in opdracht van Contemporary Music-Making for Amateurs
- Bridging the day (1998)
- Awuya (1998) voor harp
- Four Findrinny Songs (1998)
- Sun and Moon (1999), ongepubliceerde balletmuziek voor kinderen, choreografie door Rosina Bonsu
- The imagined sound of sun on stone (1999) voor sopraansaxofoon en kamerorkest
- Whitescape (2000) voor orkest
- Cellosonate (1999-2000)
- The wise maid voor cello solo (2000); première tegelijk met cellosonate
- Knotgrass Elegy (2001) voor de Proms
- Altvioolconcert nr. 2 The Seafarer (2001),
- Sangsters (2002) voor orkest; gebaseerd op gedicht van Betty McKellar
- Trompetconcert voor Håkan Hardenberger en het National Youth Orchestra of Scotland, dirigent Martyn Brabbins, Proms 2003.
- Trance o Nicht (2004), percussieconcert voor Evelyn Glennie, met een première in  Tromsø
- Dwarsfluitconcert Callisto (2005), opdracht van het RSNO, geschreven voor Sharon Bezaly;
- Shenachie, musical, première in Gartmore , mei 2006.
- Under the Wing of the Rock (2006), een ongenummerd altvioolconcert voor Lawrence Power en het Schots Ensemble.
- St. Catharine's Service (2006), Magnificat en Nunc Dimittis, in opdracht van het koor van het St Catharine's College (Cambridge).
- Accordeonconcert The Singing (2006), opdracht van Cheltenham Festival en Melbourne Symphony Orchestra met Beryl Calver Jones en Gerry Mattock; première door James Crabb en het Hallé Orchestra o.l.v. Martyn Brabbins;
- The Lion & the Deer (2007), liederencyclus van 14e-eeuwse Iraanse gedichten
- Suite voor cello en orkest (2007), opdracht van Steven Isserlis en het The St Paul Chamber Orchestra
- Four Songs from Hafez (2007) voor tenor en piano of harp

- Bibliothèque nationale de France: cb14015456v (data)
- Gemeinsame Normdatei: 140904565
- International Standard Name Identifier: 0000 0001 1466 6557
- Library of Congress Control Number: no98082536
- MusicBrainz: fd71090f-8804-49f2-b36f-052cc0bdc3ec
- Nationale Bibliotheek van Tsjechië: xx0059803
- Nationale Bibliotheek van Israël: 987007406758105171
- Système universitaire de documentation: 084547847
- Virtual International Authority File: 5130143
- WorldCat: E39PBJpdP6bj8h3k8k73rjvWDq